# 君こそスターだ!
『君こそスターだ!』（きみこそスターだ）は、1973年10月7日から1980年3月30日までフジテレビ系列局で放送されたオーディション番組である。略称は「君スタ」。『スター誕生!』（略称「スタ誕」）のライバル番組であった。

## 概要
林寛子、三純和子（現・かおりくみこ）、高田みづえ、石川ひとみ、越美晴（現・コシミハル）らを輩出した。後年「懐かしの番組特集」などで当番組が紹介される時は、鶴光・相本時代のグランドチャンピオン大会（石川ひとみ優勝回）が放映されることが多い。
制作協力は渡辺プロダクション。
グランドチャンピオン選出時にはくす玉が割られ、大量の紙吹雪と風船が降った。合格発表は口頭で発表する方式が多かったが、三波時代後期では毎日放送『アップダウンクイズ』を思わせるようなゴンドラに出場者が乗り、一番上まで行った出場者が合格（その時は頭上の風船が割れ、風船に仕込まれた大量の紙吹雪が舞う）となる演出だった。
三波時代前期やおりも時代前期には、番組のオリジナルテーマがオープニングとして使われた。おりも時代前期までは『スター誕生!』（スタ誕）との対抗上かスタジオ収録だったが、おりも時代後期には『スター誕生!』と同様に公会堂での公開放送となった。
三波時代には、不合格者の中から優秀な敗者復活者が選ばれ、翌週の予選に出場していた。また三波時代の第4回グランドチャンピオン大会までは、会場の一区画にいるレコード会社、プロダクションのスカウトマンと出場者との質疑応答が行われていたが、『スタ誕』のような獲得の意思を示すというようなことは行われなかった。
審査中の中盤には「君スタ学園」といったシチュエーションコントや、出演者が賞品を賭けて神経衰弱を行うなど、様々なミニコーナーがあった。
本番組終了から半年後、同局のお笑い番組『笑ってる場合ですよ!』にて『お笑い君こそスターだ!』のタイトルで本番組のお笑いコンテスト版が実施された。同局のアイドル発掘番組はその後いったん途絶え、1985年におニャン子クラブを輩出した『夕やけニャンニャン』が全国放送を開始した。

## 放送時間
放送時間はいずれも日本時間。
- 日曜 12:00 - 12:55 （1973年10月7日 - 1974年3月31日）
  - この時期のみ、「世界タレントスカウト」という冠が有った。
- 日曜 10:00 - 11:00 （1974年4月7日 - 1980年3月30日）
  - 冠が外され、タイトルは単に「君こそスターだ!」となった。なお、1975年9月までは10:55終了だった。

## 司会
- 初代0：三波伸介（1973年10月 - 1976年3月）
- 2代目：笑福亭鶴光（1976年4月 - 1978年3月）
- 3代目：おりも政夫（1978年4月 - 1980年3月）

## アシスタント
- 来栖あんな（1973年10月 - 1974年6月）
- キャンディーズ（1974年7月 - 1974年10月）
- エバ（1974年7月 - 1975年9月）
- 林寛子（1975年10月 - 1976年9月）
- 相本久美子（1976年10月 - 1978年3月）
- 黒沢洋子（1978年4月 - 1980年3月）

## 審査員
- 千家和也
- 森田公一
- 中村メイコ
- 丹羽応樹
- 鈴木邦彦
- 穂口雄右
- 浜圭介
- なかにし礼
- 森雪之丞
- 平尾昌晃
- すぎやまこういち

## 主な出身者
- 第1回グランドチャンピオン
  - 林寛子（劇団いろは、キャニオンレコード） - 同大会出身者：江梨奈マヤ（新栄プロ、東芝EMI）
- 第3回グランドチャンピオン
  - 三純和子（のちにアニソン歌手・かおりくみことして活躍）（I.M.C、CBSソニーEpicレーベル］]）
- 第8回グランドチャンピオン
  - 高田みづえ（バーニングプロ、テイチク・ユニオンレコード）
- 第24回グランドチャンピオン
  - 壺井むつ美（ゴールデンミュージックプロモーション、ポリドール・レコード）
- その他の出身者
  - 仁科ゆう子（田辺エージェンシー、キャニオンレコード）
  - 千田彩子（日活音楽芸能、キャニオンレコード）
  - 石田文子（グランドチャンピオン。ビクター芸能、ビクターレコード）
  - 園田ことり（エイプリルミュージック、CBSソニー）
  - 和泉早苗（グランドチャンピオン。ビクター芸能、ビクターレコード）
  - 堀智子（グランドチャンピオン。ハイミュージック、東芝EMI）
  - 石川ひとみ（グランドチャンピオン。渡辺プロ、NAVレコード）
  - 古賀栄子（グランドチャンピオン。木倉音楽事務所、ビクターレコード） - 『スタ誕』では、全国縦断選手権出場、決戦大会にも出場したが、合格せず。
  - 三谷晃代（ホリプロ、東芝EMI）
  - 越美晴（グランドチャンピオン。エコープロ、RCAレコード）
  - 新田純一（新栄プロ、キングレコード）
  - スコッチ（新栄プロ、ビクターレコード）
  - 乗附勝也（田辺エージェンシー、ビクターレコード）
- ほか多数
- のちにアニメソング歌手として知られるようになった井上あずみは、14歳の時に予選に2回出場したことがある[2]。

## スタッフ
- 構成：藤公之介、塚田茂、スタッフ東京
- 音楽：宮内國郎
- 振付：西条満
- 演奏：ダン池田とニューブリード
- コーラス：トライアングル

### 制作
- プロデューサー：千葉隆司、久保田逸博（フジテレビ）
- ディレクター：重富敬親、上原徹、森正行（フジテレビ）
- AD：李家芳文、山県慎司、中村詞郎（フジテレビ）
- TK：丸山史

### 技術
- 技術：高橋友男（フジテレビ）
- カメラ：下田誠、中野義男（フジテレビ）
- 音声：吉田利雄、吉田信吾（フジテレビ）
- 映像：萩原啓司（フジテレビ）
- 照明：山際邦康（フジテレビ）
- 音響効果：小堀叡智、渡部勲

### 美術
- 美術制作：堀切清（フジテレビ）
- デザイン：根本研二（フジテレビ）
- 番組デスク：船場文雄（フジテレビ）
- 制作進行：石鍋伸一郎（フジテレビ）
- 進行：樋渡一夫
- タイトル：川崎利治
- ブラビジョン：高部修
- メイク：波形安一
- 電飾：橋本栄

### コーナーアシスタント
- 大野喜代美
- 吉野みどり

## ネット局
- フジテレビ（制作局）
- 北海道文化放送
- 山形テレビ（1976年時点は、土曜 13:00 - 13:55[4]）
- 石川テレビ
- 富山テレビ
- 長野放送
- テレビ静岡
- 東海テレビ（1976年時点は、水曜 16:00 - 17:00[5]）
- 山陰中央テレビ
- テレビ岡山
- 広島ホームテレビ（1974年4月6日時点は、土曜 10:00 - 11:00）[6]
  - テレビ新広島
- テレビ西日本
- サガテレビ[7]

## 補足
- THE ALFEEのCD＋DVD‐BOX『THE ALFEE 40th Anniversary スペシャルボックス』（2014年、ポニーキャニオン）に、THE ALFEEが本番組に出演した時（1979年12月30日放送回）の映像が収録されている。
- 2013年のNHK連続テレビ小説『あまちゃん』ではこの番組の題名に酷似した「君でもスターだよ!」なる架空の番組があり、天野春子の少女時代（有村架純）がその番組に出場した件が回想で描かれている。